# Juegos Olímpicos de Salt Lake City 2002
Los Juegos Olímpicos de Salt Lake City 2002, oficialmente conocidos como los XIX Juegos Olímpicos de Invierno, fueron un evento multideportivo internacional celebrado en Salt Lake City, estado de Utah, Estados Unidos entre el 8 y el 24 de febrero de 2002.
En la elección de la sede, derrotó a las ciudades de Quebec (Canadá), Sion (Suiza) y Östersund (Suecia).

## Antorcha Olímpica

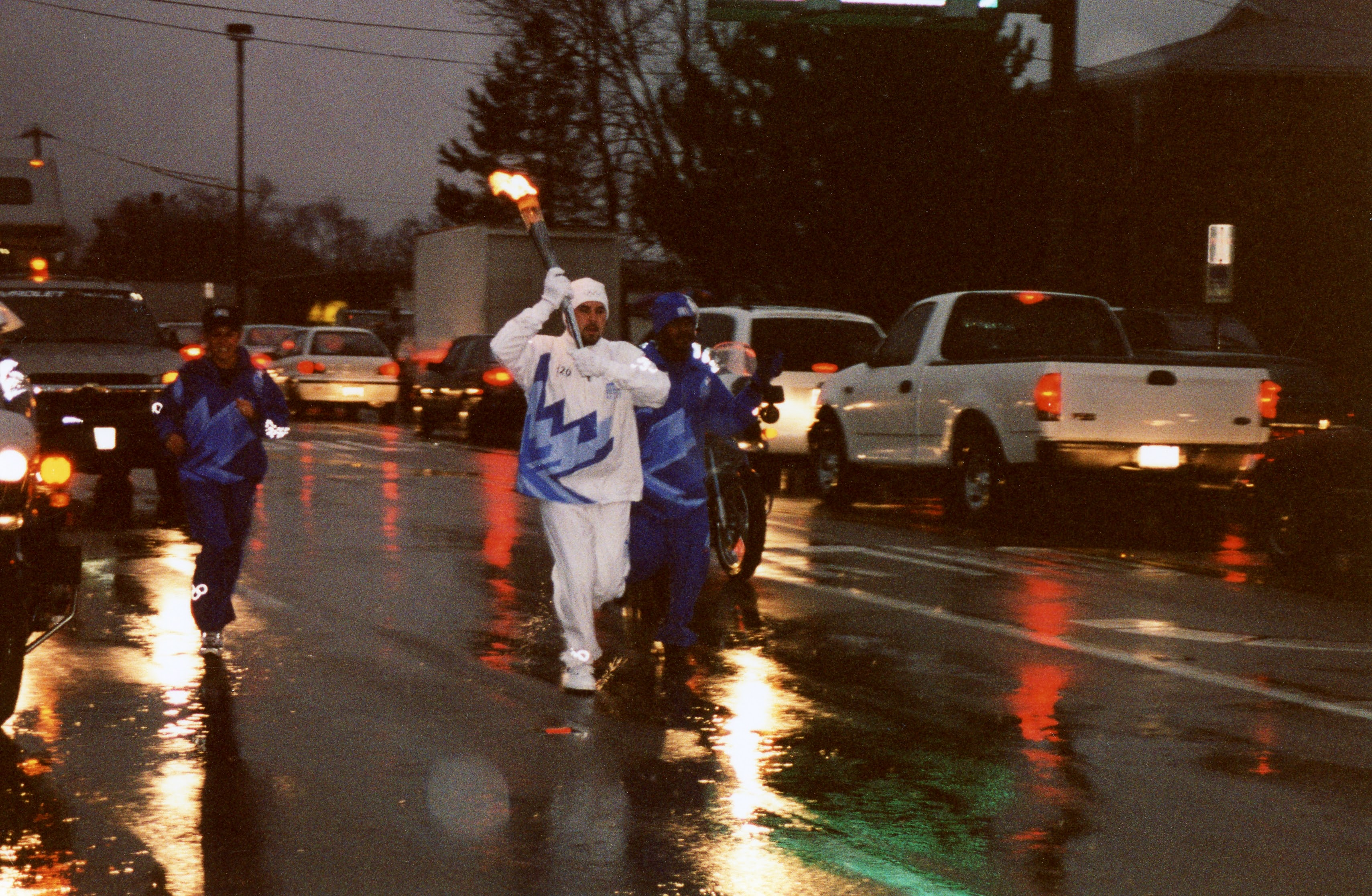
Antorcha olímpica en movimiento

Del 19 de noviembre de 2001 al 8 de febrero de 2002, 12012 relevistas llevaron la antorcha olímpica en un recorrido de 21275 kilómetros que comenzó en Olimpia (Grecia) y pasó por Atenas antes de tocar suelo estadounidense. La ruta en Estados Unidos fue, a grandes rasgos, así:
Atlanta - Miami - Nueva Orleans - Houston - Memphis - Cincinnati - Washington - Filadelfia - Nueva York - Boston - Chicago - St. Louis - Phoenix - Los Ángeles - San Francisco (California) - Seattle - Juneau - Denver - Salt Lake City
Para información más detallada, véase aquí (sitio en inglés)

## Acontecimientos

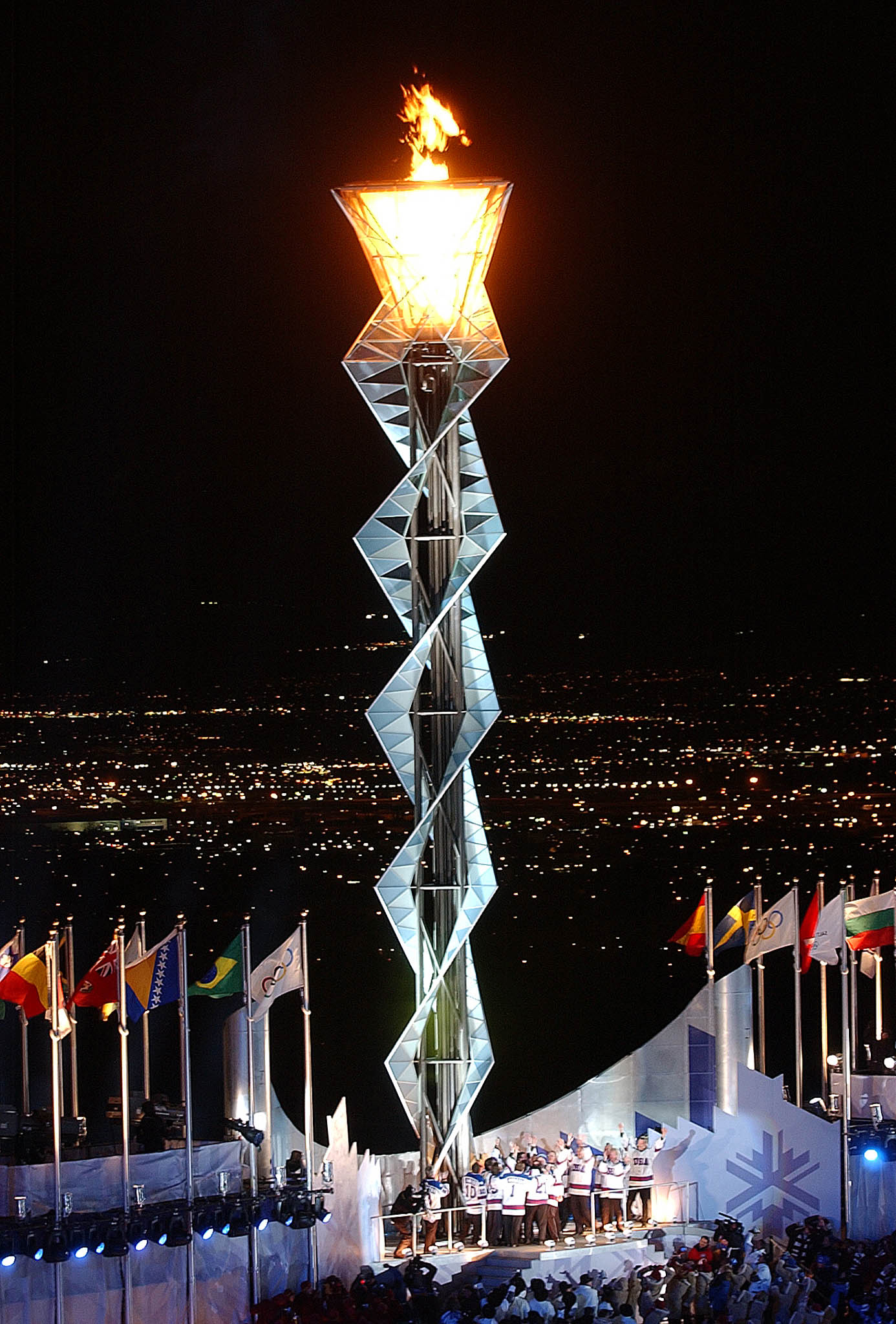
Llama Olímpica de Salt Lake City 2002

- Ésta era la quinta candidatura de la ciudad a los Juegos, siendo superada por Lake Placid en 1932, Sapporo en 1972, Denver en 1976, Albertville en 1992 y Nagano en 1998.
- Un escándalo de proporciones se produjo durante el proceso de elección tras descubrirse que varios miembros del Comité Olímpico Internacional aceptaron regalos costosos de parte de la candidatura de Salt Lake City a cambio de su voto. Como consecuencia muchos de ellos fueron expulsados de su cargo, incluyendo el presidente del Comité de la Candidatura.
- Los atentados del 11 de septiembre de 2001 implicaron que la seguridad de los Juegos fueran maximizados a niveles extraordinarios. Las víctimas de ese día fueron recordadas durante la Ceremonia de Apertura, cuando ingresó al Estadio la bandera que fue rescatada de las ruinas del World Trade Center.
- En la Ceremonia de Apertura, la Llama Olímpica fue encendida por la Selección de hockey sobre hielo del país anfitrión que participó en los Juegos Olímpicos de Lake Placid 1980 y que derrotaron en un partido, conocido como el Milagro sobre hielo a la selección de la Unión Soviética, durante uno de los periodos más álgidos de la Guerra Fría.
- Durante los Juegos, ocurrieron graves hechos durante los eventos de patinaje artístico. La pareja de Jamie Salé y David Pelletier tras una impecable rutina recibieron una puntuación que solo les permitió obtener la medalla de plata, poco después se apeló la decisión tras descubrirse conflictos con una jueza francesa. La pareja canadiense terminó recibiendo la medalla de oro compartiendo el primer lugar con la pareja de Rusia que había ganado la competencia.
- Varios atletas fueron descalificados en patinaje de velocidad en pista corta y esquí de fondo por diversas razones, incluidas el dopaje, lo que llevó a que los equipos ruso y sudcoreano amenazaran con retirarse de los Juegos.
- Durante la prueba de 1000 m masculinos de patinaje de velocidad en pista corta, los cuatro primeros competidores chocaron antes de llegar a la meta, lo que permitió que el australiano Steven Bradbury, que estaba en quinta posición, ganara la competencia. Convirtiéndose de esta forma en el primer atleta del Hemisferio Sur en ganar una medalla de oro en unos Juegos de Invierno.
- Por primera vez China ganó una medalla de oro en los Juegos Olímpicos, mientras que Estonia y Croacia obtenían su primera presea invernal en su historia.
- El biatleta noruego Ole Einar Bjørndalen fue una de las sensaciones de los Juegos, ganando las cuatro medallas de oro masculinas de su especialidad. Simon Ammann de Suiza obtuvo dos medallas doradas en saltos de esquí, mientras que la croata Janica Kostelić obtuvo tres oro y una plata en esquí alpino.
- El atleta Johann Mühlegg de origen alemán nacionalizado español conquistó tres medallas de oro en diferentes pruebas de esquí de fondo, llegando a ser el mejor medallista español en la historia de los Juegos, sin embargo le fueron retiradas las medallas tras resultar positivo en los exámenes antidopaje.
- Después de cincuenta años, finalmente el seleccionado canadiense logró derrotar a su rival estadounidense por 5:2 en hockey sobre hielo adjudicándose con esto la medalla de oro, ambos países se volvieron a ver en la final femenil en la que Canadá triunfó nuevamente por 3:2.
- El grupo estadounidense Kiss tocó en la ceremonia de clausura el tema Rock and Roll All Nite, con un espectáculo de luz en el que, además, varias patinadoras olímpicas actuaron sobre el hielo del escenario.

## Deportes
| - Biatlón - Bobsleigh - Combinada nórdica - Curling - Esquí acrobático |  | - Esquí alpino - Esquí de fondo - Hockey sobre hielo - Luge - Patinaje artístico |  | - Patinaje de velocidad - Patinaje de velocidad en pista corta - Saltos de esquí - Skeleton - Snowboard |

## Países participantes
Los siguientes países participaron en estos juegos:
Alemania, Andorra, Argentina, Armenia, Australia, Austria, Azerbaiyán, Bélgica, Bermudas, Bielorrusia, Bosnia y Herzegovina, Brasil, Bulgaria, Camerún, Canadá, Chile, China, China Taipéi, Chipre, Corea del Sur, Costa Rica, Croacia, Dinamarca, Eslovaquia, Eslovenia, España, Estados Unidos, Estonia, Fiyi, Finlandia, Francia, Georgia, Grecia, Hong Kong, Hungría, India, Irán, Irlanda, Islandia, Islas Vírgenes de Estados Unidos, Israel, Italia, Jamaica, Japón, Kazajistán, Kenia, Kirguistán, Letonia, Líbano, Liechtenstein, Lituania, México, Moldavia, Mónaco, Mongolia, Montenegro, Nepal, Noruega, Nueva Zelanda, Países Bajos, Polonia, Puerto Rico, Reino Unido, República Checa, República de Macedonia, Rumania, Rusia, San Marino, Serbia, Sudáfrica, Suecia, Suiza, Tailandia, Tayikistán, Trinidad y Tobago, Turquía, Ucrania, Uzbekistán,y Venezuela .
- Andorra  (AND)
- Argentina  (ARG)
- Armenia  (ARM)
- Australia  (AUS)
- Austria  (AUT)
- Azerbaiyán  (AZE)
- Bielorrusia  (BLR)
- Bélgica  (BEL)
- Bermudas  (BER)
- Bosnia y Herzegovina  (BIH)
- Brasil  (BRA)
- Bulgaria  (BUL)
- Camerún  (CMR)
- Canadá  (CAN)
- Chile  (CHI)
- República Popular China  (CHN)
- Costa Rica  (CRC)
- Croacia  (CRO)
- Chipre  (CYP)
- República Checa  (CZE)
- Dinamarca  (DEN)
- Estonia  (EST)
- Fiyi  (FIJ)
- Finlandia  (FIN)
- Francia  (FRA)
- Georgia  (GEO)
- Alemania  (GER)
- Reino Unido  (GBR)
- Grecia  (GRE)
- Hong Kong  (HKG)
- Hungría  (HUN)
- Islandia  (ISL)
- India  (IND)
- Irán  (IRI)
- Irlanda  (IRL)
- Israel  (ISR)
- Italia  (ITA)
- Jamaica  (JAM)
- Japón  (JPN)
- Kazajistán  (KAZ)
- Kenia  (KEN)
- Corea del Sur  (KOR)
- Kirguistán  (KGZ)
- Letonia  (LAT)
- Líbano  (LIB)
- Liechtenstein  (LIE)
- Lituania  (LTU)
- Macedonia del Norte  (MKD)
- México  (MEX)
- Moldavia  (MDA)
- Mónaco  (MON)
- Mongolia  (MGL)
- Nepal  (NEP)
- Países Bajos  (NED)
- Nueva Zelanda  (NZL)
- Noruega  (NOR)
- Polonia  (POL)
- Puerto Rico  (PUR)
- Rumania  (ROU)
- Rusia  (RUS)
- San Marino  (SMR)
- Eslovaquia  (SVK)
- Eslovenia  (SLO)
- Sudáfrica  (RSA)
- España  (ESP)
- Suecia  (SWE)
- Suiza  (SUI)
- China Taipéi  (TPE)
- Tayikistán  (TJK)
- Tailandia  (THA)
- Trinidad y Tobago  (TRI)
- Turquía  (TUR)
- Ucrania  (UKR)
- Estados Unidos  (USA) (host)
- Uzbekistán  (UZB)
- Venezuela  (VEN)
- Islas Vírgenes de los Estados Unidos  (ISV)
- Yugoslavia  (YUG)

### Número de personas
| Códigos del COI | Países | Deportistas |
| --------------- | ------ | ----------- |
|                 |        |             |
|                 |        |             |
|                 |        |             |
|                 |        |             |
|                 |        |             |
|                 |        |             |
|                 |        |             |
|                 |        |             |
|                 |        |             |
|                 |        |             |
|                 |        |             |
|                 |        |             |
|                 |        |             |
|                 |        |             |
|                 |        |             |
|                 |        |             |
|                 |        |             |
|                 |        |             |
|                 |        |             |

## Medallero
Ver medallero completo en Medallero de los Juegos Olímpicos de Salt Lake City 2002
     País organizador (Estados Unidos)
| Núm. | País                 | Oro | Plata | Bronce | Total |
| ---- | -------------------- | --- | ----- | ------ | ----- |
| 1    | Noruega (NOR)        | 13  | 5     | 7      | 25    |
| 2    | Alemania (GER)       | 12  | 16    | 8      | 36    |
| 3    | Estados Unidos (USA) | 10  | 13    | 11     | 34    |
| 4    | Canadá (CAN)         | 7   | 3     | 7      | 17    |
| 5    | Rusia (RUS)          | 5   | 4     | 4      | 13    |
| 6    | Francia (FRA)        | 4   | 5     | 2      | 11    |
| 7    | Italia (ITA)         | 4   | 4     | 5      | 13    |
| 8    | Finlandia (FIN)      | 4   | 2     | 1      | 7     |
| 9    | Países Bajos (NED)   | 3   | 5     | 0      | 8     |
| 10   | Austria (AUT)        | 3   | 4     | 10     | 17    |